# アレクサンダー・フェルディナント・フォン・プロイセン
アレクサンダー・フェルディナント・フォン・プロイセン（Alexander Ferdinand Prinz von Preußen, 1912年12月26日 - 1985年6月12日）は、プロイセン王国の王族で、ドイツ国の軍人。全名はアレクサンダー・フェルディナント・アルブレヒト・アヒレス・ヴィルヘルム・ヨーゼフ・ヴィクトル・カール・フョードル（Alexander Ferdinand Albrecht Achilles Wilhelm Joseph Viktor Karl Feodor Prinz von Preußen）。

## 略歴
ドイツ皇帝ヴィルヘルム2世の四男アウグスト・ヴィルヘルム王子と、その妻でシュレースヴィヒ＝ホルシュタイン＝ゾンダーブルク＝グリュックスブルク公フリードリヒ・フェルディナントの娘であるアレクサンドラ・ヴィクトリアの間の一人息子として生まれた
。両親は従兄妹同士の間柄だったが、夫婦仲がうまくいかず、1920年に離婚した。アレクサンダーは父親のアウグスト・ヴィルヘルム王子に引き取られた。
アレクサンダーは父アウグスト・ヴィルヘルムが早くから国家社会主義ドイツ労働者党（NSDAP、ナチ党）に入党して要職にあったため、自らもナチ党に入り、突撃隊（SA）の一員となった。しかし祖父ヴィルヘルム2世ら他のホーエンツォレルン家の人々はナチ党と距離を置いていたため、父子と旧プロイセン王家との間には深い亀裂が生じた。
1933年、突撃隊を辞して正規のドイツ軍に入隊した。突撃隊を離れた際には、政権を獲得したヒトラーが、アレクサンダーを自分の後継者として育てるために軍隊に入れた、とする憶測も流れた。1939年11月、ヴィースバーデン駐屯のドイツ空軍通信隊所属の大尉に昇進している。1944年7月のヒトラー暗殺計画以後、ヒトラーは旧王族・貴族に不信を抱いて彼らを軍隊から除隊させたが、アレクサンダーはホーエンツォレルン家内で唯一軍務を続けることを許された。
1938年12月19日にドレスデンにおいて、ドイツ空軍幹部の娘であるアルムガルト・ヴァイガント（Armgard Weygand, 1912年 - 2001年）と結婚した。この結婚はプロイセン王家の家内法では貴賤結婚と見なされ、アレクサンダーはプロイセン王家の家督相続権を剥奪されている。